# Жерихов, Александр Егорович
Александр Егорович Жерихов (род. 10 апреля 1950, д. Вихирево, Селивановский район, Владимирская область, РСФСР, СССР) — российский деятель таможенной службы. Заместитель председателя Государственного таможенного комитета Российской Федерации с 11 декабря 2003 по 6 июля 2004. Руководитель Федеральной таможенной службы Российской Федерации с 6 июля 2004 по 12 мая 2006. Генерал-полковник таможенной службы (2003). Кандидат юридических наук.

## Биография
Родился 10 апреля 1950 в деревне Вихирево Селивановского района Владимирской области, в рабочей семье. Отец — Егор Кириллович Жерихов (1919—1990) — ветеран Великой Отечественной войны, награждён орденами Славы II и III степени, медалью «За боевые заслуги». Мать — Александра Алексеевна Жерихова (род. 1923) — бригадир, депутат, общественный деятель.
Окончил школу в селе Надеждино. Пропустив вступительные экзамены в институт из-за травмы ноги, в 1967 поступил работать на оборонный завод имени В. А. Дегтярёва в городе Ковров — трудился учеником слесаря год. С 1968 по 1970 проходил срочную службу в рядах Советской армии в ракетных войсках. После окончания службы вернулся на завод имени Дегтярёва, где с 1970 по 1973 трудился слесарем-сборщиком. 
В 1973 поступил, а в 1975 окончил Всесоюзный юридический заочный институт.
С 1973 по 1974 — ответственный секретарь фестивального комитета, инструктор Владимирского обкома ВЛКСМ. 
С 1974 по 1977 — первый секретарь Камешковского райкома ВЛКСМ (Владимирская область). 
С 1977 по 1981 — заведующий отделом комсомольских организаций, секретарь Владимирского обкома ВЛКСМ.
С 1981 по 1987 — ответственный организатор, заведующий сектором ЦК ВЛКСМ.
С 1987 по 1991 — на дипломатической работе: второй секретарь Посольства СССР в ГДР, затем в ФРГ, где в то же время работал будущий президент России Владимир Путин. В 1991 перешёл на работу в таможенные органы.

«Когда произошёл развал Советского Союза, дипломаты в какой-то период оказались мало востребованными. Поэтому я стал искать другую государственную службу, на которой мог бы быть полезен и где отдача была бы зримой. Я, как юрист, изучал таможенное право в институте. В 1991 российская таможня только создавалась, это было очень интересно. Всё таможенное оформление было только на внешней границе. Никто не понимал, как таможенный пост может функционировать внутри страны. Пришлось создавать всё с нуля».
С 1991 по 1995 — начальник грузового отдела, начальник Московского таможенного поста «Железнодорожный», заместитель начальника Московской железнодорожной таможни.
С 1995 по 1998 — начальник Московской автогрузовой таможни.
С 1998 по 2000 — первый заместитель начальника Московского таможенного управления.
В 2000, после создания федеральных округов, к Московскому таможенному управлению присоединили Западное и образовали Центральное таможенное управление. С 2000 по 2001 работал первым заместителем начальника Центрального таможенного управления — начальником службы организации таможенного контроля.
С 2001 по 11 декабря 2003 — начальник Центрального таможенного управления Государственного таможенного комитета Российской Федерации (ГТК России).
Указом Президента Российской Федерации в 2003 присвоено специальное звание «генерал-полковник таможенной службы». 
С 11 декабря 2003 по 6 июля 2004 — заместитель председателя Государственного таможенного комитета Российской Федерации. 1 июля 2004 произошла очередная реформа российской таможни — ГТК России был упразднён, а на его основе была создана Федеральная таможенная служба Российской Федерации (ФТС России).
С 6 июля 2004 по 12 мая 2006 — руководитель Федеральной таможенной службы Российской Федерации.

«В результате административной реформы 2004 в ФТС на первых порах была огромная текучесть кадров. Мы впервые столкнулись с тем, что за один год уволилось более 6000 человек. Люди уходили из-за социальной незащищённости и неопределённости статуса. Таможню реформировали едва ли не каждый год. Сначала все сотрудники были с погонами, потом 70 % сотрудников перевели на госслужбу и сняли с них погоны. Потом наступил ещё один этап реформы — поменялась система полномочий. В этой ситуации человек теряет уверенность в завтрашнем дне и начинает искать более стабильную работу...»
Под руководством Жерихова улучшилось социальное и материально-техническое положение сотрудников таможни, началось информационно-техническое перевооружение таможенных постов, происходило развитие и применение новейших информационных технологий, законодательная база стала соответствовать международным стандартам, поступления в федеральный бюджет увеличились до 270 млн долларов. Также была принята Концепция развития таможенных органов на 2005—2010 годы, включавшая полную реализацию нового Таможенного кодекса Российской Федерации, направленную на вступление России в Всемирную торговую организацию (ВТО).
В 2006 — председатель Совета руководителей таможенных служб государств — участников Содружества Независимых Государств.

## Семья
Отец — Егор Кириллович Жерихов (1919—1990), мать — Александра Алексеевна Жерихова (род. 1923).
Супруга — Лариса Григорьевна Жерихова (род. 1950), бухгалтер-экономист. Сыновья — Александр (род. 1975), окончил Академию управления; Сергей (род. 1984).

## Награды
Государственные
- Орден «Знак Почёта» (1986)
- Орден Дружбы народов
- Медаль ордена «За заслуги перед Отечеством» II степени

Ведомственные
- Медаль «За воинскую доблесть»
- Медаль «За усердие» (ФТС России)
- Медаль «За службу в таможенных органах» III степени (ФТС России)
- Благодарность Правительства Российской Федерации (12 мая 2006) — за заслуги в обеспечении деятельности таможенных органов и многолетний добросовестный труд
- Медаль «Дмитрий Бибиков» (2013, ФТС России)

Региональные
- Медаль «70 лет Владимирской области» (19 марта 2015)[4]

## Публикации
Автор многочисленных публикаций, посвящённых различным аспектам деятельности таможенной службы:
- Учебное пособие «Основные положения таможенных правил ввоза в Россию и вывоза за границу личных вещей, товаров, валюты, автотранспорта и культурных ценностей физическими лицами» (Академия ФПС России, 2003).
- Под его редакцией издана книга «Центральное таможенное управление: время и люди» (2003).
- Автор комментариев к Таможенному кодексу Российской Федерации (2004).

## Увлечения
Любит читать русскую классику, выезжать на природу; слушает оперетту, классическую музыку и патриотические песни.